# Падренда
Падренда (гал. Padrenda, ісп. Padrenda) — муніципалітет в Іспанії, у складі автономної спільноти Галісія, у провінції Оренсе. Населення — 2367 осіб (2009).

## Географія
Муніципалітет розташований на португальсько-іспанському кордоні.
Муніципалітет розташований на відстані близько 420 км на північний захід від Мадрида, 32 км на південний захід від Оренсе.
Муніципалітет складається з таких паррокій: О-Кондадо, Креспос, Дестеріс, Монте-Редондо, Падренда, Сан-Педро-да-Торре.

## Демографія
Динаміка населення (INE ):

## Галерея зображень

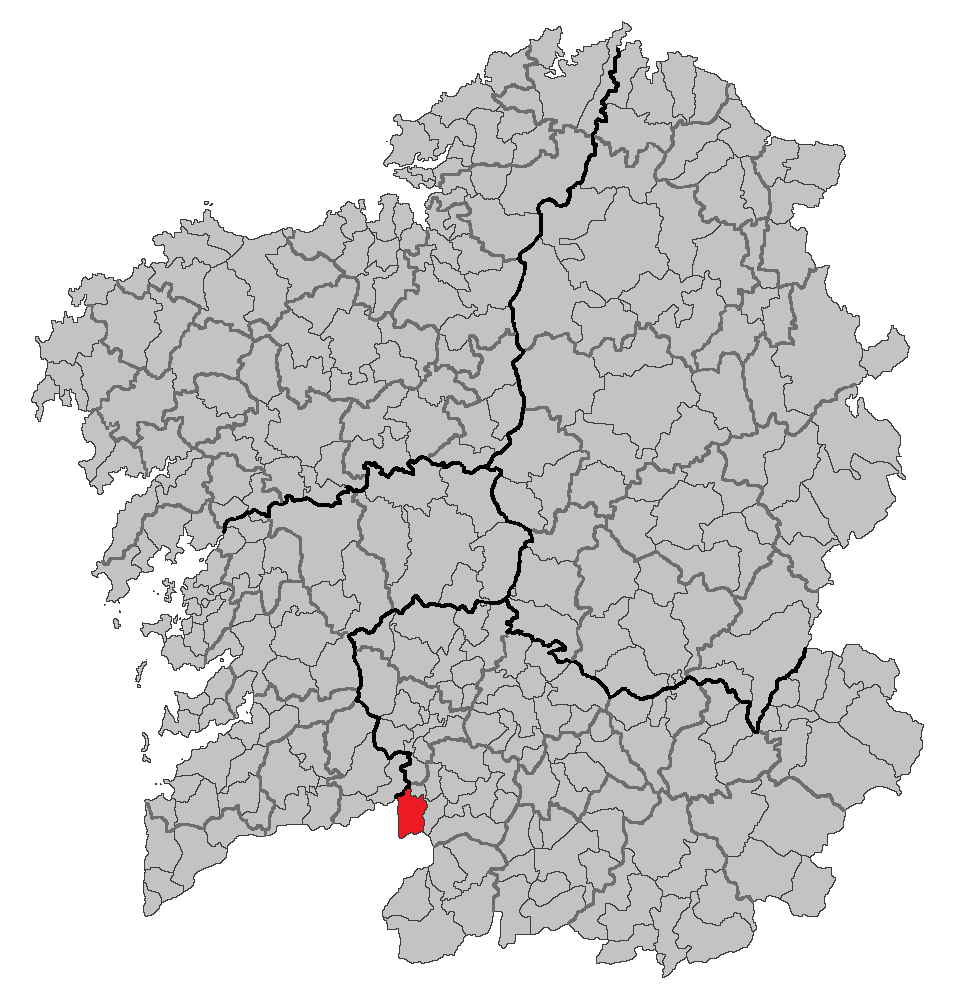
Розташування муніципалітету